# Primula meiotera
Primula meiotera là một loài thực vật có hoa trong họ Anh thảo. Loài này được (W.W. Sm. & H.R. Fletcher) C.M. Hu miêu tả khoa học đầu tiên năm 1990.